# Cuci (Transilvania)
Cuci (in ungherese Kutyfalva, in tedesco Kokt) è un comune della Romania di 2117 abitanti, ubicato nel distretto di Mureș, nella regione storica della Transilvania. 
Il comune è formato dall'unione di 5 villaggi: Cuci, Dătășeni, După Deal, Orosia, Petrilaca.

## Monumenti
- Chiesa ortodossa del XV secolo, affiancata da un campanile del 1835
- Castello Degenfeld, del XIX secolo, circondato da un vasto parco
- Chiesa lignea dedicata ai SS Arcangeli Michele e Gabriele (Sf.Arhangheli Mihail și Gavriil), del 1835